# En julhälsning från Nils-Börge Gårdh
En julhälsning från Nils-Börge Gårdh är ett julalbum från 1978 av Nils Börge Gårdh.

## Låtlista
1. Jul, jul, strålande jul (Gustaf Nordqvist, Edvard Evers)
2. Det hände sig för länge sen (Mary's Boy Child) (Jester Hairston, Jan Erixon)
3. Nu tändas tusen juleljus (Emmy Köhler)
4. Gå Sion din konung att möta (Be Glad in the Lord and Rejoice) (James Mcgranahan, Erik Nyström)
5. Jag drömmer om en jul hemma (White Christmas) (Irving Berlin, Karl Lennart)
6. Ett barn är fött (trad.)
7. O helga natt (Cantique de Noël) (Adolphe Adam)
8. Var hälsad, sköna morgonstund (Wie schön leuchtet der Morgenstern) (Philipp Nicolai, Johan Olof Wallin)
9. Stilla natt (Stille Nacht, heilige Nacht) (Franz Gruber, Torsten Fogelqvist)
10. När juldagsmorgon glimmar (Wir hatten gebauet ein stattliches Haus) (trad., Abel Burckhardt)
11. Fröjdas vart sinne (Theodor Söderberg, Nils Frykman)
12. Låt mig få tända ett ljus (Mozarts vaggsång) (Bernhard Flies)
13. O kommen i tronge (Adeste Fideles) (John Francis Wade)
14. Gläns över sjö och strand (Viktor Rydberg, Alice Tegnér)

### Fotnoter
1. ↑  ”En julhälsning från Nils-Börge Gårdh”. Svensk mediedatabas. 27 februari 1978. http://smdb.kb.se/catalog/id/001886759. Läst 31 december 2013.